# Alonso Cañedo Vigil
Alonso Cañedo y Vigil (Grullos, 19 de enero de 1760- Burgos, 21 de septiembre de 1829), fue un religioso español, miembro de una familia de la hidalguía asturiana. Uno de sus hermanos, Fernando, se casó con Teresa Jove Ramírez, prima de Jovellanos.

## Biografía
Tras sus estudios primarios, ingresó en el Estudio General de Oviedo, donde obtuvo en 1779 el título de Bachiller en Artes y Derecho. Continuó sus estudios en el Colegio Menor de San Pelayo en Salamanca, fundado por Fernando de Valdés y Salas, y en 1786 fue rector del mismo.
Fue ordenado sacerdote en 1792. Y, poco después pasó por ser doctoral, vicario capitular y gobernador eclesiástico de la Diócesis de Badajoz. Más tarde fue prebendado de la Archidiócesis de Toledo.
Durante la invasión francesa en 1808, fue elegido diputado de las Cortes Generales de Cádiz, representante de Asturias, donde llegó a presidente y uno de los padres de la Constitución de 1812.
Presentado por el rey Fernando VII, fue nombrado Obispo de Málaga en 1815. Tras el trienio liberal, en el que fue perseguido, fue nombrado Arzobispo de Burgos, a donde se trasladó.
Después de una larga enfermedad, falleció el 21 de septiembre de 1829 en Burgos, en cuya catedral fue enterrado.
| Predecesor: José Vicente Lamadrid | Obispo de Málaga 1814 – 1825    | Sucesor: Manuel Martínez Ferro   |
| Predecesor: Fray Rafael de Vélez  | Arzobispo de Burgos 1825 – 1829 | Sucesor: Joaquín López y Sicilia |